# Cervesa sense alcohol

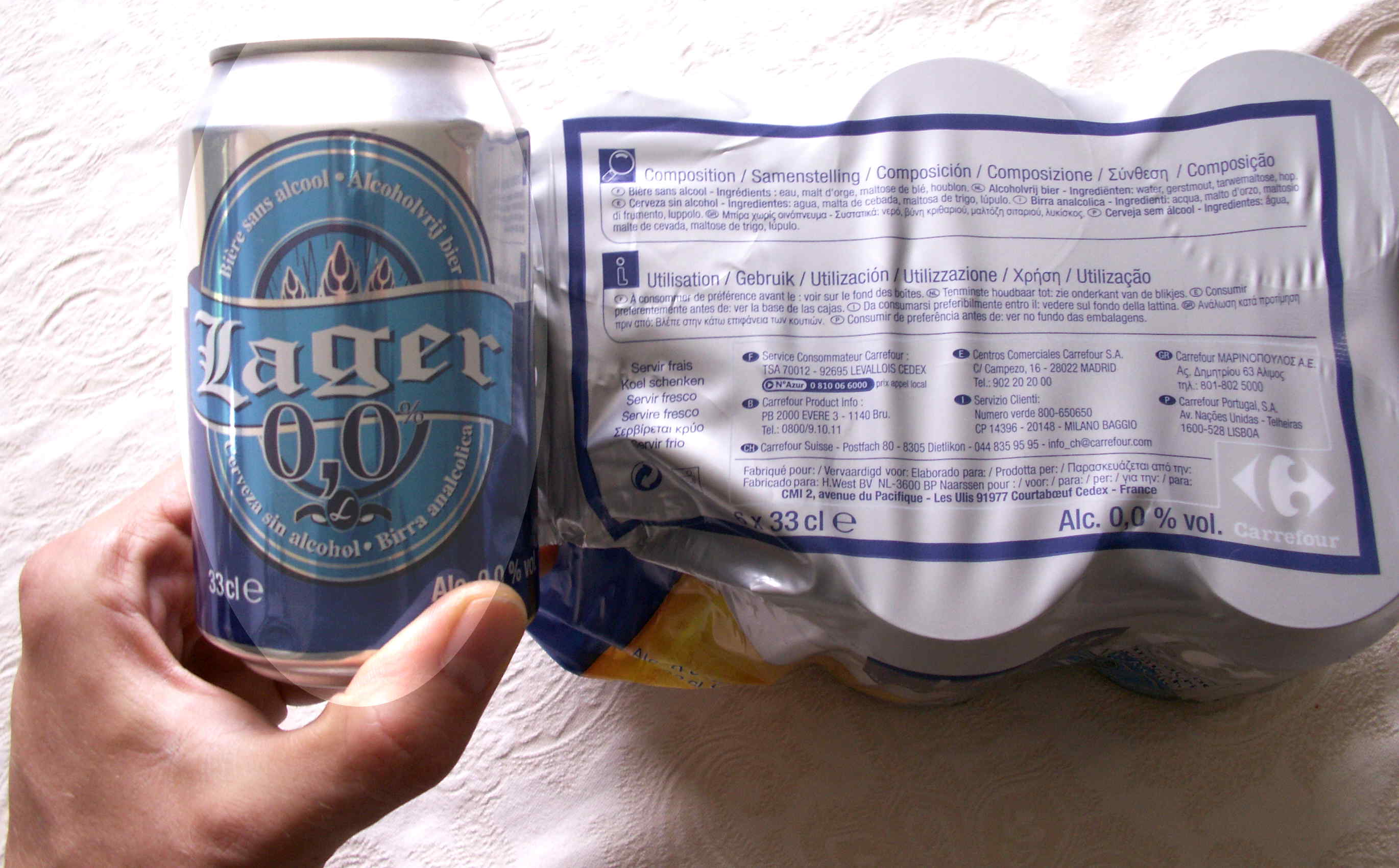
Cervesa "Lager" amb un 0,0% d'alcohol

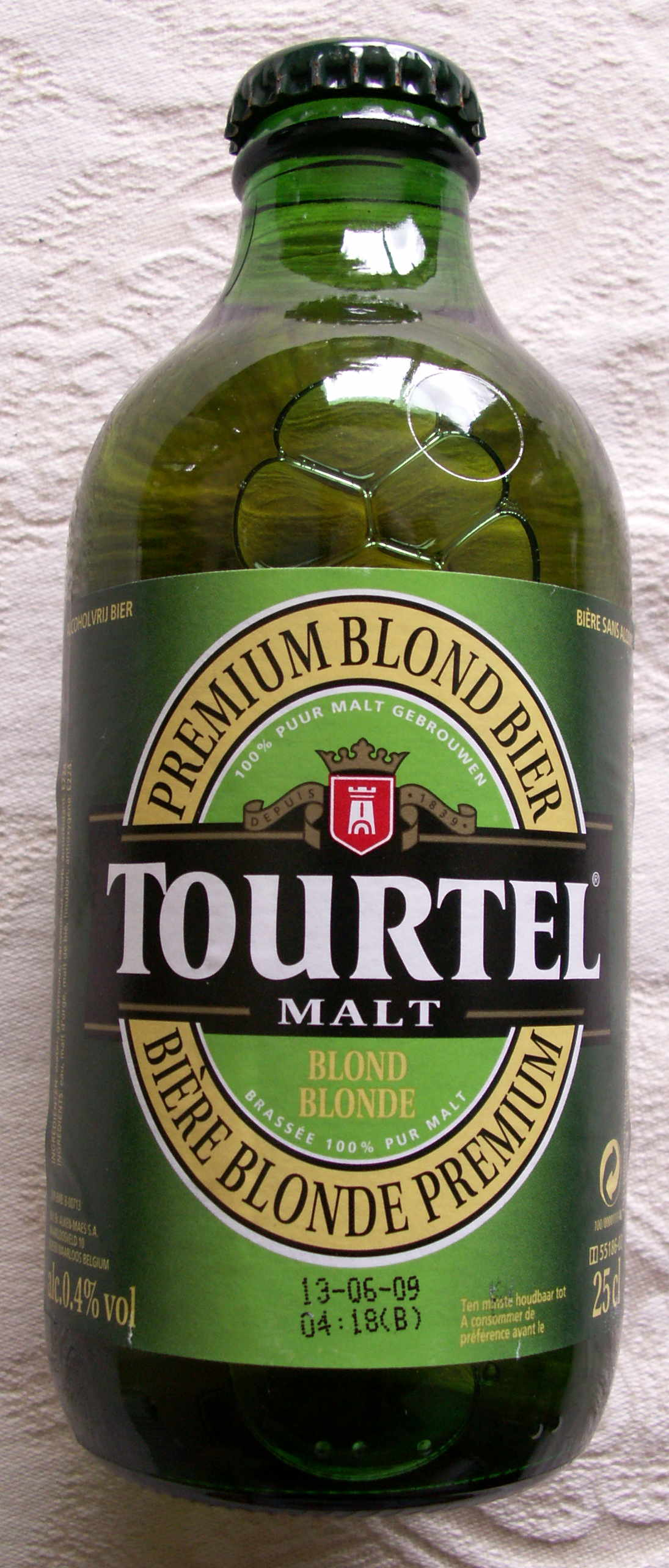
Cervesa Near Beer amb un 0,4% d'alcohol

La cervesa sense alcohol, cervesa 0,0, cervesa desalcoholitzada, o cervesa baixa en alcohol: es diu així la cervesa amb molt poc o sense alcohol. La majoria de les cerveses sense alcohol són de l'estil lager, però algunes són de l'estil ale.
Als Estats Units, les begudes que tenen menys del 0,5% d'alcohol (alcohol by volume, ABV) legalment es diuen sense alcohol (non-alcoholic), segons l'actualment derogada llei Volstead Act.
A algunes parts de la Unió Europea, a aquestes cerveses no hi ha d'haver més del 0,5% d'alcohol, i les etiquetes han de dir "alcohol-free" / “sense alcohol”).

## Història
La cervesa sense alcohol es va crear durant la Llei Seca, que prohibia totes les begudes que tinguessin més d'un 0,5% d'alcohol, que era igual que prohibir qualsevol beguda amb alcohol.

## Pros i contres
Els aspectes positius de la cervesa sense alcohol són: està permès conduir després d'haver-ne begut, no fa mal al fetge ni als ronyons, i fa molta menys ressaca. Però: es perd gust, la fabricació té una etapa més, el gust és dolç, i la vida útil s'escurça. Hi ha la percepció de beure cervesa sense alcohol com si s'estigués bevent una beguda alcohòlica. Amb unes altres paraules, fa que la gent es senti "embriagada" quan físicament no ho estan.

## Procés d'elaboració
Segons la Birmingham Beverage Company el procés bàsic d'elaboració de la cervesa tradicional consisteix en 8 passos bàsics, i en la cervesa sense alcohol són 9 passos.
Entre el setè i vuitè d'aquests passos és quan una cervesa es pot convertir en cervesa sense alcohol. Al darrer pas la cervesa es filtra per darrera vegada, i, per gasificar-la, o bé s'hi afegeix llevat, i té lloc una segona fermentació natural, o bé s'hi afegeix diòxid de carboni. Llavors ja es pot emmagatzemar i embotellar.

## Cervesa Light
La cervesa Light (Light beer o Lite beer) és una cervesa de la qual s'ha reduït el contingut en alcohol o és més baixa en aportació de calories comparada amb una cervesa convencional. De vegades es critica d'aquestes cerveses que tenen menys gust que les cerveses normals.
Les cerveses baixes en alcohol tenen aproximadament d'un 2% a un 4% d'alcohol. Aquest últim grau alcohòlic representa una reducció del 16% de l'alcohol comparat amb una cervesa amb un 5% d'alcohol.
Les cerveses baixes en calories s'elaboren reduint dels seus carbohidrats i reduint lleugerament el seu grau alcohòlic. Aquest estil de cervesa no intoxica menys que les cerveses corrents.
El contingut de calories de les cerveses baixes de calories és molt variable segons cada producte: Per exemple Budweiser Select 55 conté 55 calories i Bud Light 110 pel mateix volum.

## Near-beer
Originalment, near-beer (literalment: gairebé cervesa) era un terme per a les begudes a base de malta que no tenien alcohol o gairebé no en tenien (menys del 0,5% d'ABV), que es podien vendre durant la Llei Seca als Estats Units. La Near-beer no es podia etiquetar legalment com a cervesa (beer) i oficialment estava classificada com "beguda de cereal" ("cereal beverage"). Però en general tothom en deia "near-beer".
Actualment el terme de near-beer es torna a usar per referir-se a les modernes cerveses sense alcohol (non-alcoholic beer). Cap a l'any 1921 va arribar a ser d'uns 300 milions de galons EUA (mil milions de litres per any, o sigui, 36 litres per segon).
Una pràctica il·legal i popular era la d'afegir alcohol a la near-beer. La beguda que en resultava rebia el nom de spiked beer (cervesa amb grapa) o needle beer (cervesa d'agulla), es deia així perquè l'alcohol s'injectava amb una agulla a través del suro de l'ampolla del barrilet.

## Small beer
Small beer (literalment: cervesa petita) (també dita small ale) és una cervesa que conté molt poc etanol. Sovint estava sense filtrar i era com unes farinetes. Era la beguda preferida de la Cuina medieval a Europa i a l'Amèrica colonial, on George Washington tenia una recepta per fer-ne amb segó i melassa. També en bevia Benjamin Franklin. En aquells temps molt insalubres les begudes alcohòliques eren més segures que l'aigua, perquè l'alcohol matava els microbis.
Small beer, o small ale, també pot ser una cervesa feta a partir d'una massa de cervesa forta com per exemple de la scotch ale.

## Elaboració de cerveses baixes en alcohol
Per fer una cervesa sense alcohol o baixa en alcohol s'elabora una cervesa normal per després evaporar-ne l'etanol escalfant el brou resultant de la primera fermentació a uns 80 °C. Això és possible perquè l'alcohol té un punt d'ebullició més baix (78,6 °C) que el de l'aigua (100 °C). També s'utilitza la destil·lació al buit per extreure'n l'alcohol, perquè conserva el gust perquè no cal escalfar la cervesa.
Un procediment alternatiu és l'osmosi inversa on no cal escalfar el brou de la primera fermentació. La cervesa es passa per un filtre amb porus prou petits perquè només hi passin l'alcohol i l'aigua (i uns pocs àcids volàtils), i quedi un remanent aromàtic que s'utilitzarà posteriorment. La barreja d'aigua i d'alcohol es destil·la mitjançant mètodes tradicionals. En acabat, el remanent original es torna a barrejar amb l'aigua ja sense alcohol, i s'hi poden afegir uns altres components.
Per gasificar la cervesa hi ha dos mètodes bàsics: o bé afegir llevats per provocar una segona fermentació, o bé inocular-hi gas carbònic.
Treient-ne l'alcohol, la cervesa resulta molt més amarga que la cervesa alcohòlica, i cal que s'hi fiqui poc llúpol, que és allò que dona amargor a la cervesa.